# Publius Vitellius (zoon)
Publius Vitellius was een Romeinse legercommandant uit de eerste eeuw na Chr., die diende onder Germanicus, met wie hij ook bevriend was. Hij behoorde tot de gens Vitellia, waaruit later keizer Aulus Vitellius (een neef van Publius) zou voortkomen. Vitellius' vader, die eveneens Publius Vitellius heette, behoorde tot de stand van de equites.
In 15 n.Chr. vergezelde Vitellius Germanicus op zijn tweede veldtocht in Germania. Op de terugtocht droeg Germanicus het bevel over de legioenen II Augusta en XIV Gemina aan Vitellius over. De tocht verliep echter desastreus, omdat de legioenen overvallen werden door een overstroming, waarbij veel soldaten verdronken. Een jaar later, terwijl Germanicus zelf voorbereidingen treft voor zijn derde en grootste veldtocht in Germania, stuurt hij Vitellius en Gaius Antius naar Gallië, om daar belastingen te innen.
Toen Germanicus in 19 na Chr. werd vermoord, behoorde Vitellius tot de aanklagers van Gnaius Calpurnius Piso, die uiteindelijk voor de moord op Germanicus veroordeeld wordt. Tacitus roemt in dat verband Vitellius voor zijn welsprekendheid.
In later tijd behoort Vitellius tot de aanhangers van Lucius Aelius Seianus. Nadat Seianus in 31 echter geëxecuteerd wordt op beschuldiging van hoogverraad, wordt ook Vitellius, die praefectus van de schatkist was, aangeklaagd wegens medeplichtigheid en onder huisarrest gesteld bij zijn broer. Daar sneed hij met een pennenmes zijn aderen open. Volgens Tacitus stierf hij hierdoor. Suetonius meent echter dat hij de zelfmoordpoging overleefde, omdat hij na smeekbeden van zijn familie toestond dat zij hem verbonden. Volgens Suetonius overleed Vitellius kort daarop aan een ziekte.
Vitellius was getrouwd met Acutia. Zij werd later veroordeeld wegens majesteitsschennis (maiestatis).